# Беркем-Сент-Агат

Беркем-Сент-Егат на карті Брюсельського столичного регіону.

Беркем-Сент-Агат, також Сінт-Агата-Берхем (нід. Sint-Agatha-Berchem МФА: [sɪnt ɑˈʝaːtaː ˈbɛrçɛm] вимоваⓘ, фр. Berchem-Sainte-Agathe [bɛʁkɛm sɛ̃t aˈɡat]) — одна з 19 комун Брюссельського столичного регіону. Займає площу 2,95 км². Населення становить 22770 осіб (2011 рік).

## Історія
Берхем виник як село у Х або ХІ столітті. Найраніша згадка про Берхем міститься у акті 1132 року, у якому говориться про церкву Берхема, що відносилася тоді до парафії сусіднього Вемеля (Wemmel). Населення села займалося вирощуванням зернових. З XV століття тут добували будівне каміння. Воно було використано, зокрема, на будівництві великого Брюссельського собору. Пізніше у селі з'явилася велика кількість готелей та броварень завдяки розташуванню села на дорозі між Гентом і Брюсселем.
1841 року від села було відокремлено село Кукельберг після довгих судових розглядів, що рзпочалися ще у XVIII столітті. Через відокремлення Кукельбергу населення Бохема зменьшилося тоді з 1560 до 672 чоловік.
На початку XX століття зв'язок Беркема з Брусселем посилився, комуна стала частиною брюссельської агломерації.

## Населення
Перед Першою світовою війною населення села становило 3500 чоловік. Після Другої світової війни відбулося значне зростання населення, яке 1976 року досягло 18500 мешканців. Однак, потім зростання населення було вже не таким швидким. Станом на 2011 рік населення комуни становило 22700 чоловік.
| Рік | 1990  | 1995  | 2000  | 2005  | 2007  | 2008  | 2009  | 2010  | 2011  |
| --- | ----- | ----- | ----- | ----- | ----- | ----- | ----- | ----- | ----- |
| Населення | 18566 | 18653 | 18735 | 19968 | 20431 | 20976 | 21669 | 22185 | 22770 |
| Джерело: Населення Бельгії у 1990—2011 роках. на сайті Головної дирекції статистики і економічної інформації уряду Бельгії. |       |       |       |       |       |       |       |       |       |

В комуні за даними на 1 січня 2011 року проживало 22770 людей, з яких 19007 людей (83,47 %) були бельгійського походження і 3763 (16,53 %) — іноземцями, з яких 2322 людини походило з країн Євросоюзу, 1441 людина — з інших країн світу. З всіх іноземців 5 чоловік мали статус політичних біженців.
| Бельгія | 16772 | 16997 | 17103 | 17402 | 17423 | 19007 |
| Дем. Респ. Конго | 129   | 176   | 178   | 165   | 150   | 183   |
| Іспанія | 328   | 330   | 327   | 334   | 344   | 343   |
| Італія | 401   | 410   | 399   | 379   | 397   | 410   |
| Марокко | 403   | 364   | 380   | 420   | 410   | 551   |
| Польща | 29    | 46    | 50    | 64    | 109   | 293   |
| Португалія | 101   | 108   | 121   | 114   | 127   | 176   |
| Румунія | 10    | 20    | 25    | 46    | 52    | 336   |
| Україна | н. д. | н. д. | н. д. | н. д. | н. д. | 7     |
| Франція | 316   | 352   | 325   | 334   | 332   | 424   |
| Інші | 548   | 675   | 733   | 710   | 734   | 1040  |
| Разом | 19037 | 19478 | 19641 | 19968 | 20078 | 22770 |
| Примітки. 1. н. д. — немає данних. 2. В таблиці окрім України представлені лише ті країни, кількість вихідців з яких в населенні комуни станом на 2011 рік становила понад 100 осіб. |       |       |       |       |       |       |

## Уродженці
- Алексіс Салемакерс (*1999) — бельгійський футболіст, півзахисник.
- Жан-Клод Ван Дамм — відомий кіноактор.